# Иванова, Татьяна Павловна (актриса)
Татьяна Павловна Иванова (22.12.1946 — 28.10.2024) — советская и российская актриса театра и кино, заслуженная артистка Российской Федерации.  

## Биография
Окончила Школу-студию МХАТ.  С 1972 года служила в Московском областном театре драмы и комедии. В 2004 году ей было присвоено звание заслуженной артистки России.
Играла в спектаклях «Три безумных дня в Париже», «Развод по-русски», «Очень простая история», «Кадриль», «Поминальная молитва», «Женитьба», «Женщина, которая не умеет плакать». С 2013 года сыграла несколько ролей в фильмах «Склифосовский», «Последний мент», «Пятая стража», «Зинка-москвичка», «Версия». 
Скончалась 28 октября 2024 года на 77-м году жизни.